# Gyöngyösmellék
Gyöngyösmellék es un pueblo ubicado en el distrito de Szigetvár, en el condado de Baranya, Hungría.

## Superficie
Posee una superficie de 10,02 kilómetros cuadrados.

## Demografía
Hasta 2019 la población era de 276 habitantes, con una densidad de población de 27,54 habitantes por kilómetro cuadrado.